# سامسونج SGH-i900
سامسونج SGH-i900 (بالإنجليزية: Samsung SGH-i900)‏ هو هاتف ذكي من سامسونج يعمل بنظام ويندوز موبايل، تم طرحه في الأسواق في ديسمبر 2008.

## الخصائص
- نظام التشغيل: ويندوز موبايل
- الكاميرا الخلفية: 5 ميجابكسل
- الشاشة: شاشة لمس إل سي دي 240×400
- الوزن: 127 غرام
- المعالج: 624 ميجا هرتز
- الذاكرة: 128 ميجابايت
- التخزين: 8 جيجابايت